# Avenue Alphonse-XIII
L'avenue Alphonse-XIII est une voie du 16e arrondissement de Paris, en France.

## Situation et accès
L'avenue Alphonse-XIII est une voie publique située dans le 16e arrondissement de Paris. Elle débute au 34, rue Raynouard et se termine au 3, rue de l'Abbé-Gillet.
Elle est desservie par la ligne 9 du métro à la station Passy.

## Origine du nom

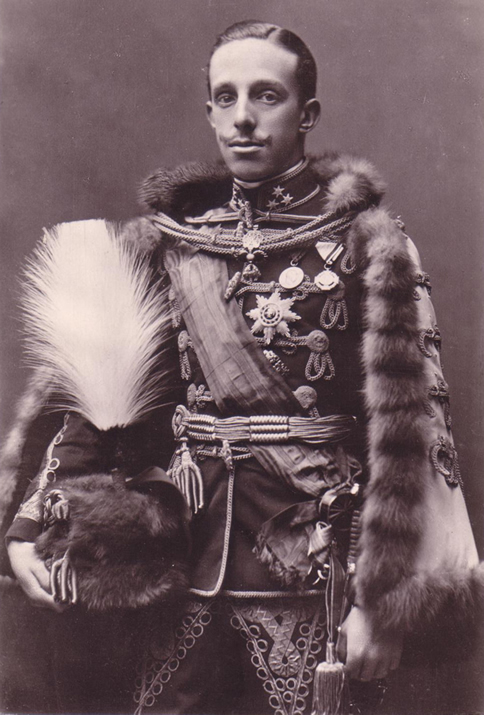
Portrait d’Alphonse XIII, roi d’Espagne.

Cette voie honore la mémoire de S.M. Alphonse XIII, roi d'Espagne (Madrid, 17 mai 1886 – Rome, 28 février 1941). Ce roi aimait beaucoup Paris et il l'avait honoré de ses visites à des nombreuses reprises. Lors d'une de ces visites, le 31 mai 1905, le roi avait été l'objet d'un attentat de la part d'un terroriste anarchiste.

## Historique
Cette voie est ouverte sous sa dénomination actuelle en 1912.
Au croisement avec la rue de l'Abbé-Gillet et la rue Jean-Bologne se trouve la place Claude-Goasguen.